# アダム・フランス・ファン・デル・ミューレン
アダム・フランス・ファン・デル・ミューレン(Adam Frans van der Meulen または Adam-François van der Meulen、1632年1月1日 – 1690年10月15日）はフランドルの画家である。フランス国王、ルイ14世に仕え、ルイ14世の事跡を描いた歴史画や肖像画を描き、「太陽王」というイメージを広げるのに貢献した。絵画における戦争画のジャンルを発展させた。

## 略歴
ブリュッセルの公証人の息子に生まれた。1651年3月に画家のギルドの、ブリュッセルの「聖ルカ組合」にピーテル・スネイエルスの弟子として登録されている 。スネイエルスはネーデルラント総督の宮廷画家として働いていて、戦闘の場面を描くことが得意であった。

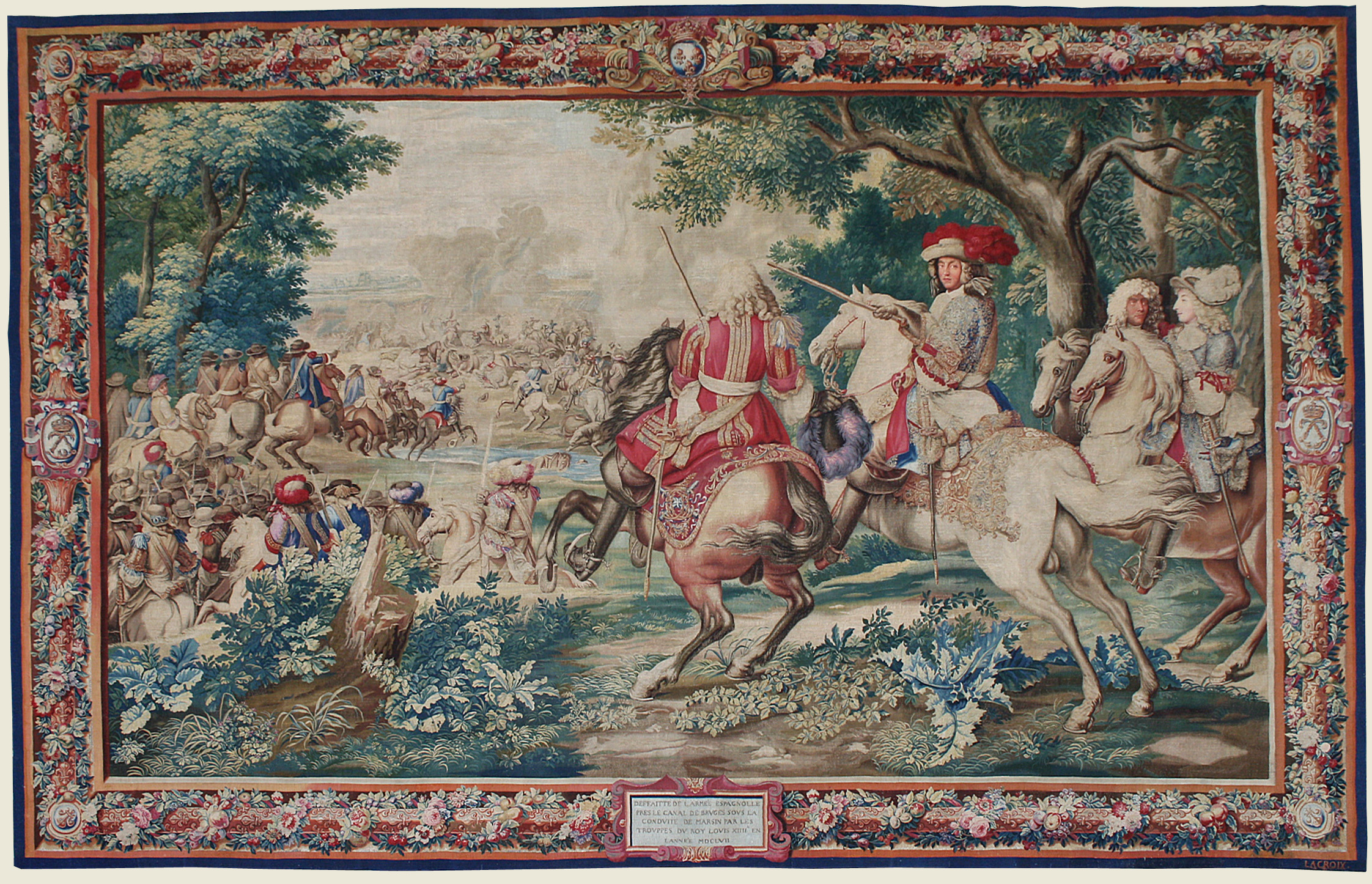
ファン・デル・ミューレンとシャルル・ルブランのデザインによるタペストリー「The defeat of the Count of Marsin」

ファン・デル・ミューレンもスネイエルス同様、戦闘の場面を描き、特に描かれる馬の姿の見事さでフランスにも知られるようになり、1664年4月にフランスに招かれ、ルイ14世の宮廷で画家として働くことになった。ルイ14世の財務総監、ジャン＝バティスト・コルベールの意を受けて絶対王政のルイ14世の権威を上げるために、ルイ14世の軍事的成功を記録する題材を描いた。1663年から王立のタペストリーの工房（Manufacture des Gobelins）でシャルル・ルブランのもとで働いた。一連のタペストリーのデザインのためにフランドルの風景画家ボウデウェイン（Adriaen Frans Boudewijns）を招き、ボウデウェインはファン・デル・ミューレンの妹と結婚した。
ファン・デル・ミューレンの元で働いた画家にはヤン・ファン・フュヒテンブルフ（Jan van Huchtenburg）やジャン＝バティスト・マルタン（Jean-Baptiste Martin）がいる。

## 作品

### 油絵

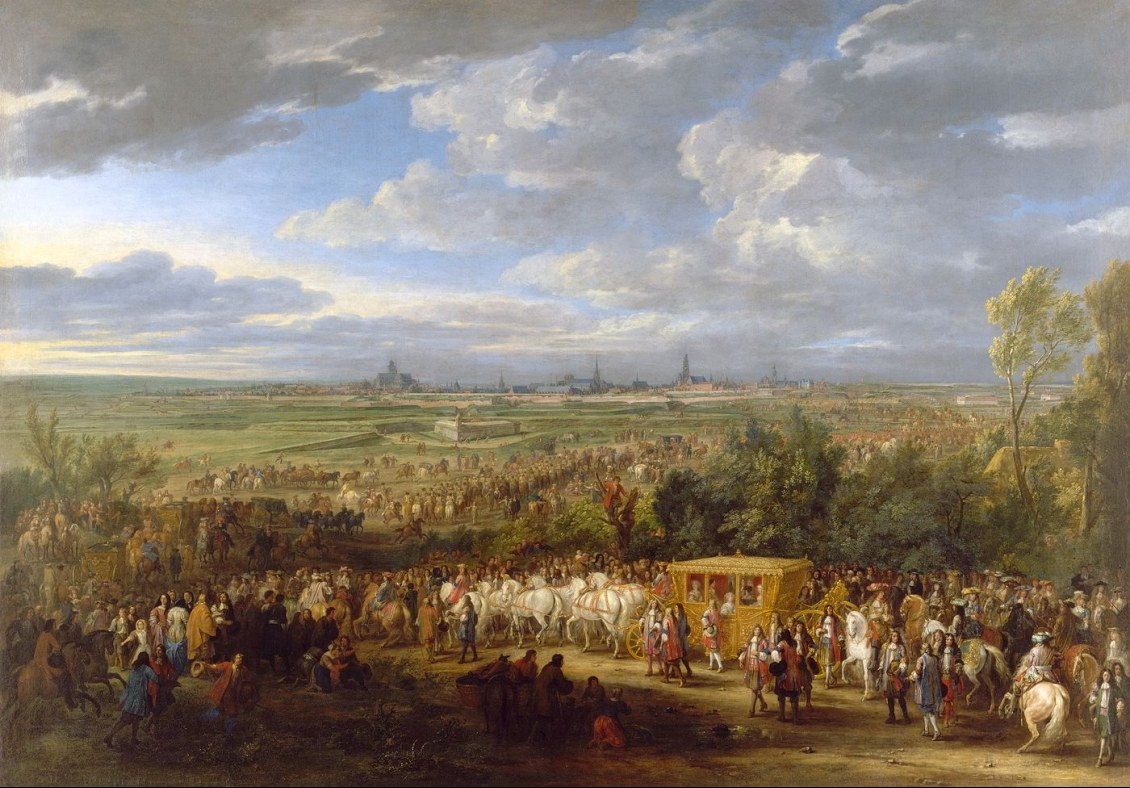
「ルイ14世と王妃マリー・テレーズ・ドートリッシュのアラス入城」,(1684)
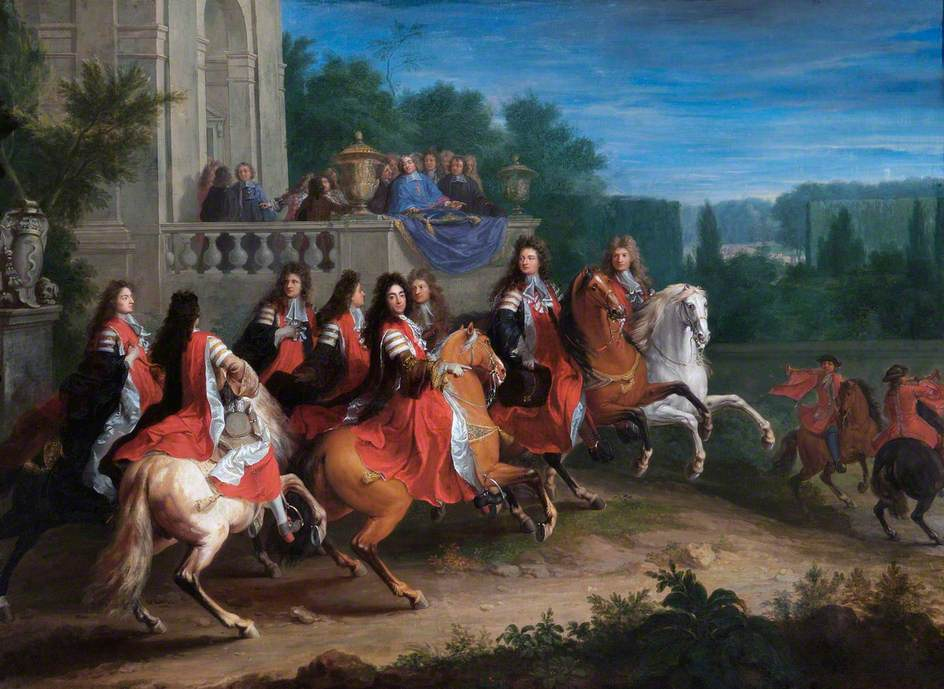
"famille Colbert"
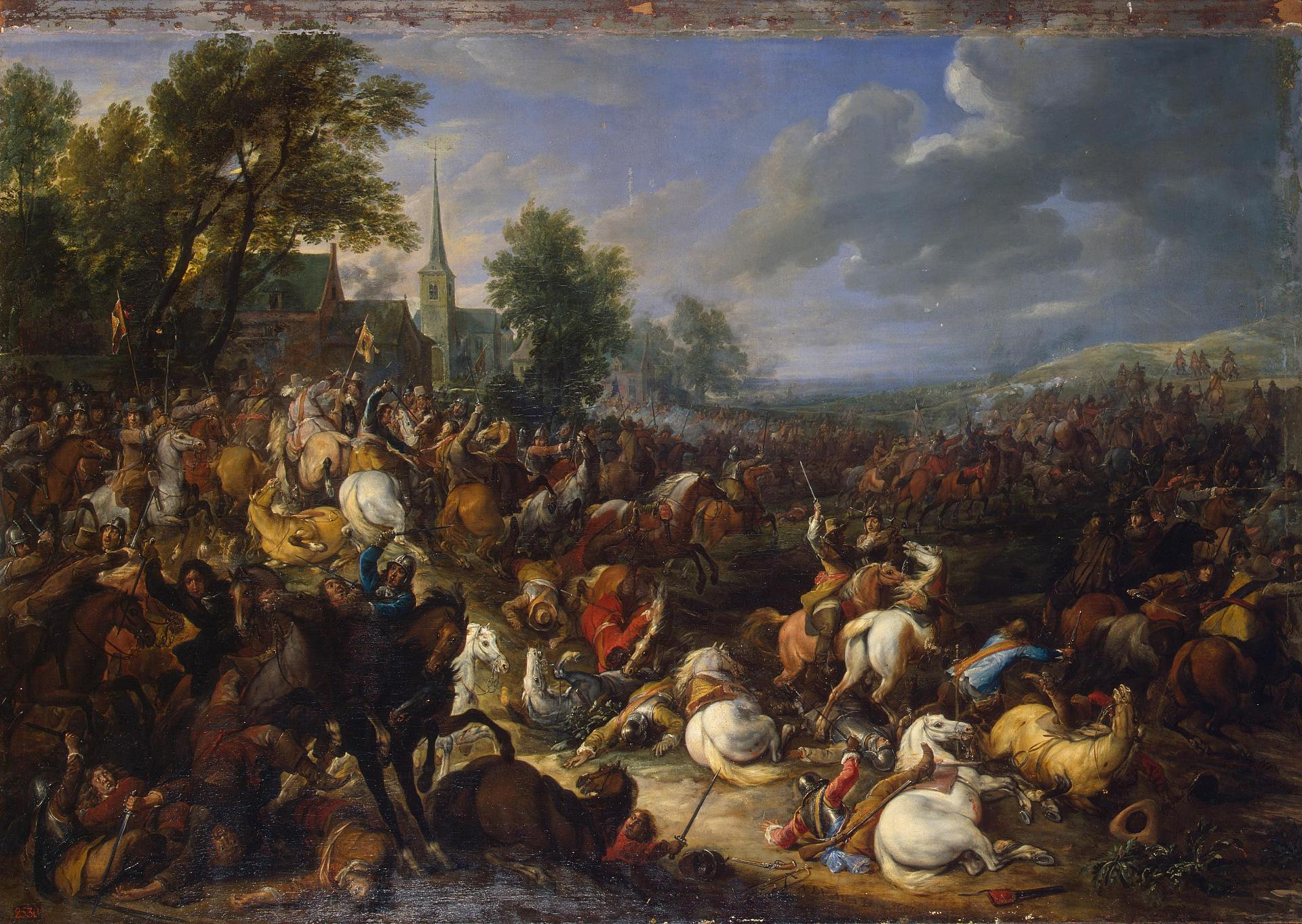
"Cavalery in the Battle"

### 版画

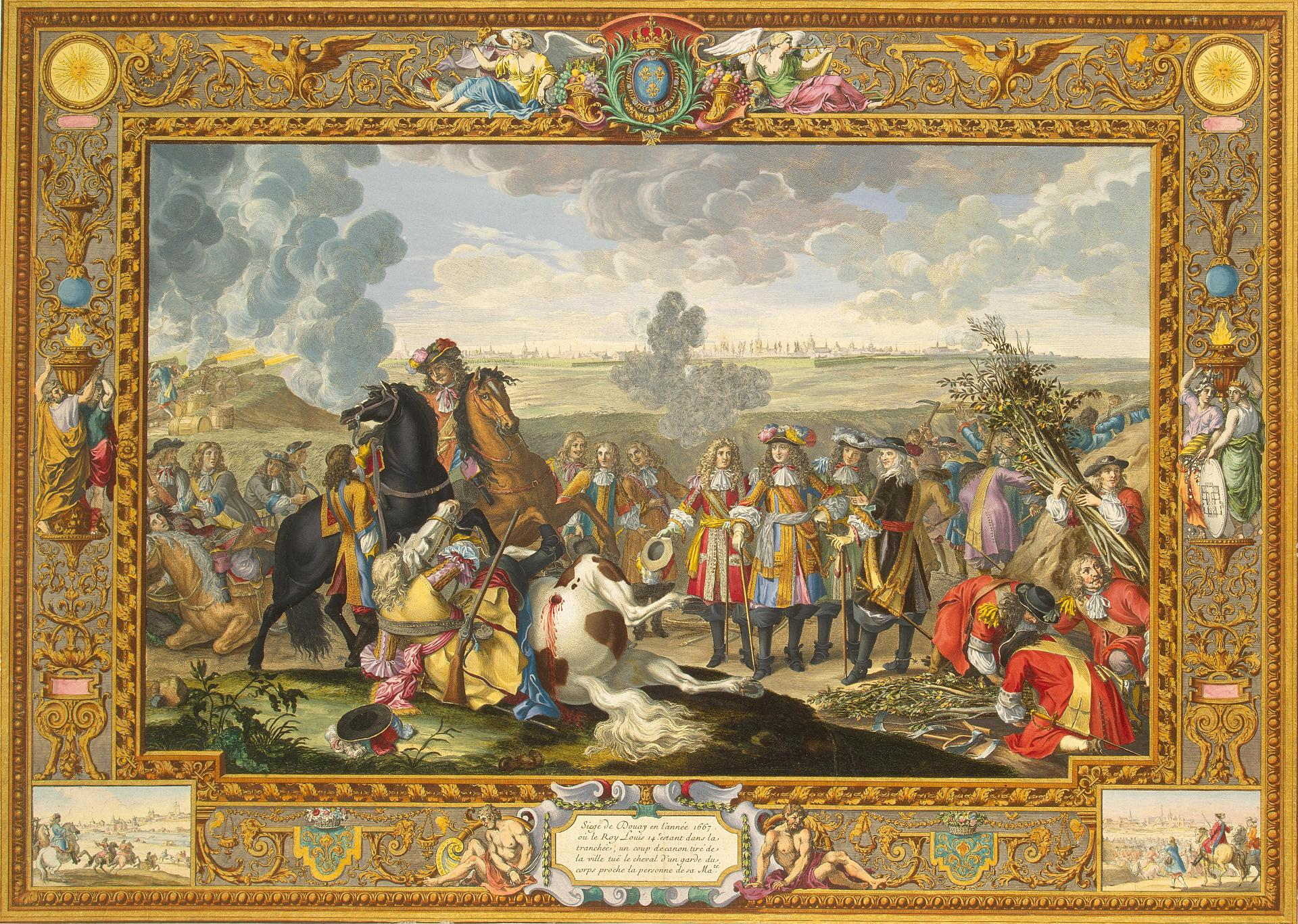
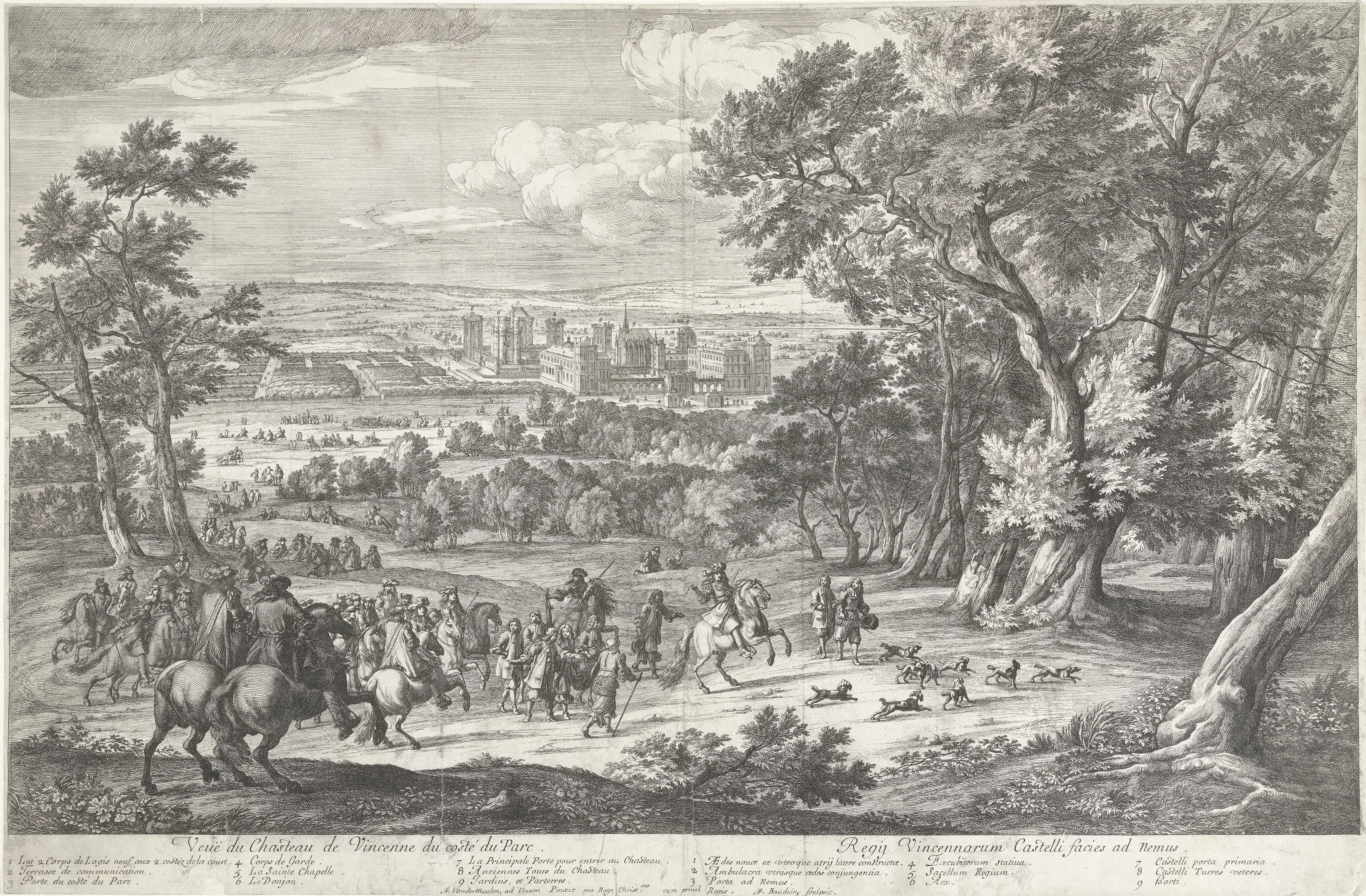